# Württembergisches Palais

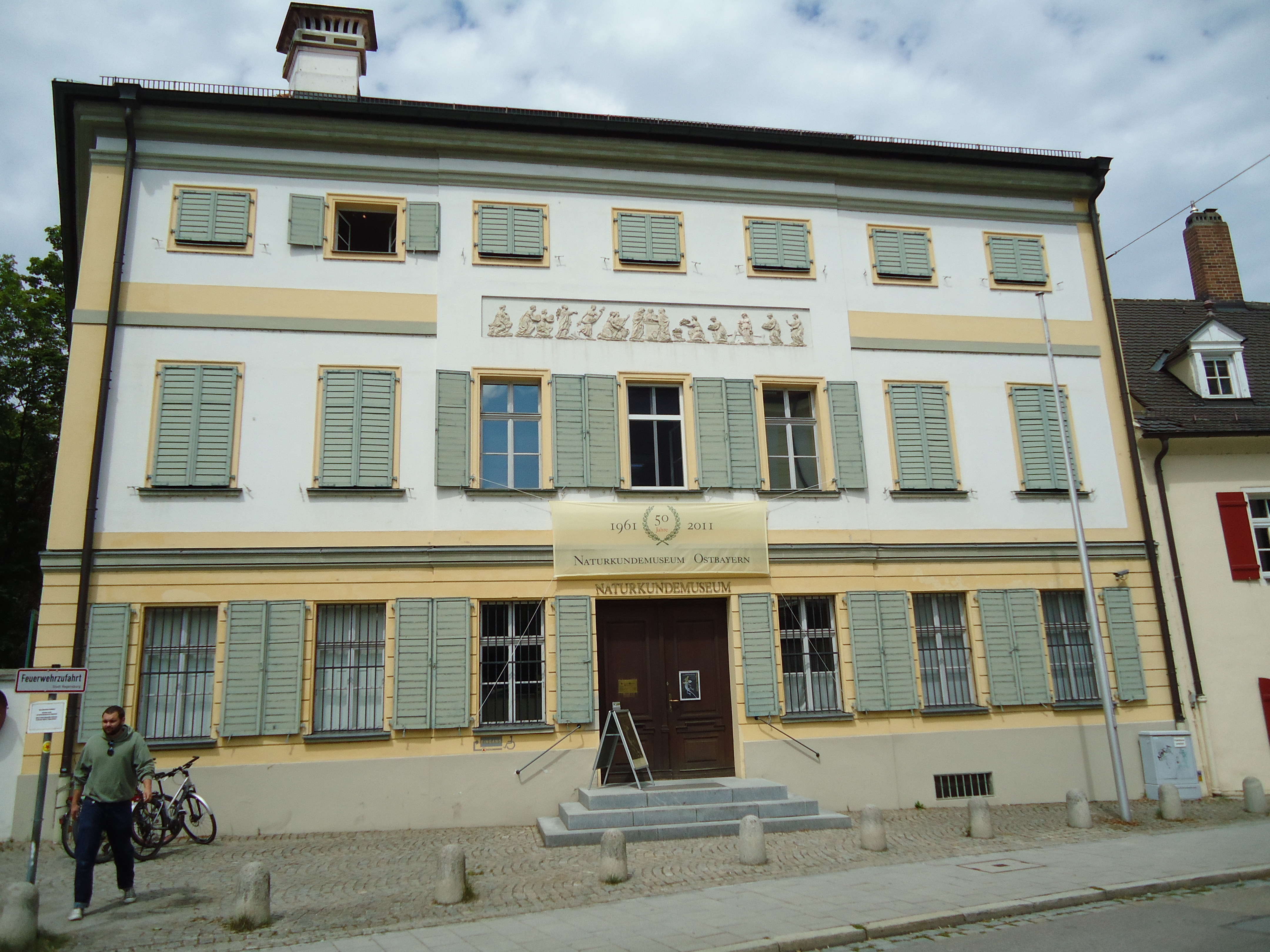
Württembergisches Palais, Südfassade

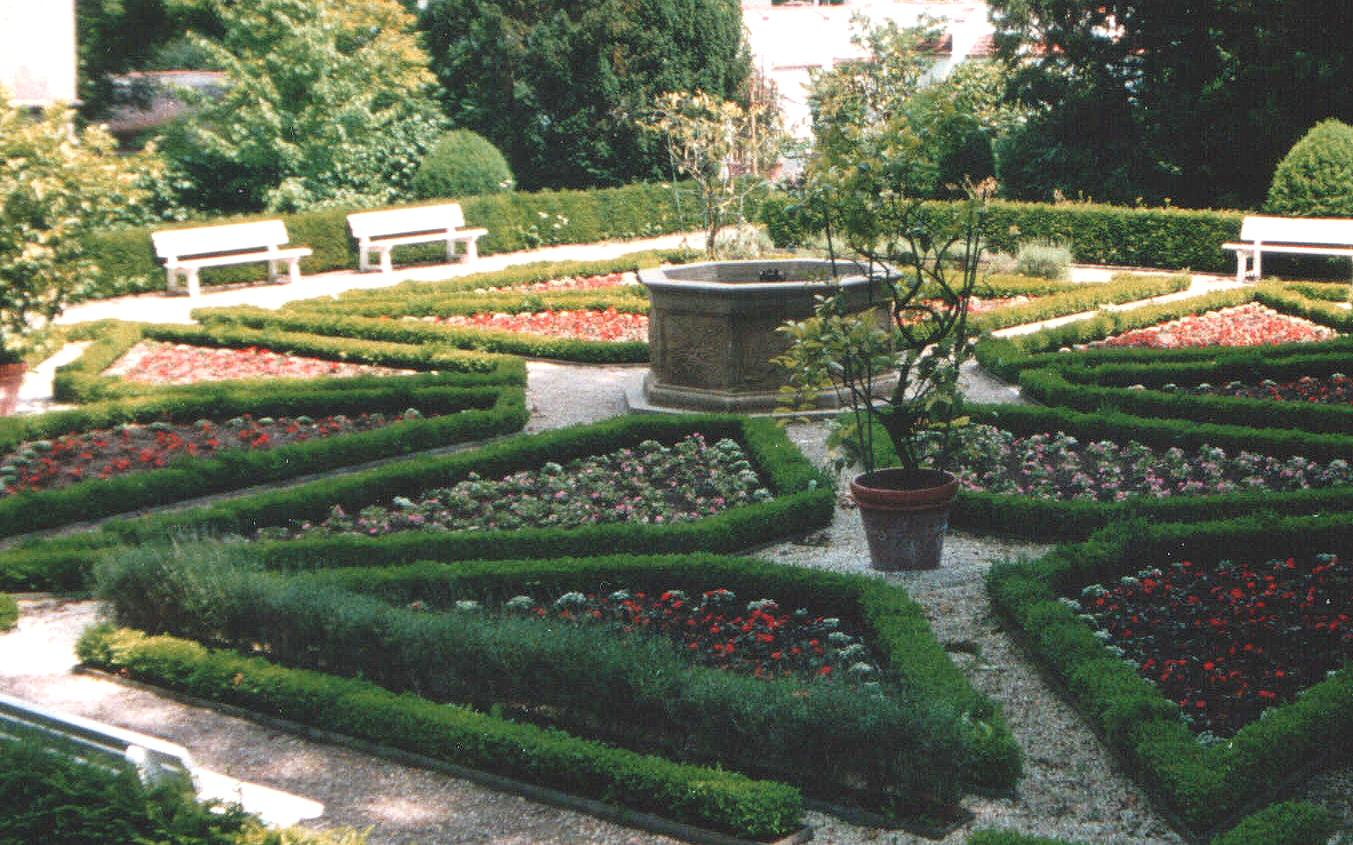
Der Renaissancegarten des Palais

Das Württembergische Palais oder Herzogspalais ist ein im klassizistischen Stil erbautes Palais im Inneren Westen des Westenviertels von Regensburg zwischen den heutigen Straßen Am Prebrunntor und Hundsumkehr. Das Palais im äußersten Nordwesten der Altstadt wurde 1804 vom Fürstlich Thurn und Taxischen Hofrat Georg Friedrich von Müller nach Plänen von Emanuel Herigoyen durch den Fürstlich Thurn und Taxischen Baudirektor Joseph Sorg errichtet.
Zur Anlage des Palais gehört auch der heutige Herzogspark, in dem sich der Renaissancegarten befindet. Seit 1961 ist im Palais das Naturkundemuseum Ostbayern untergebracht. Die Anlage ist unter der Aktennummer D-3-62-000-97 als denkmalgeschütztes Baudenkmal von Regensburg verzeichnet.

## Geschichte

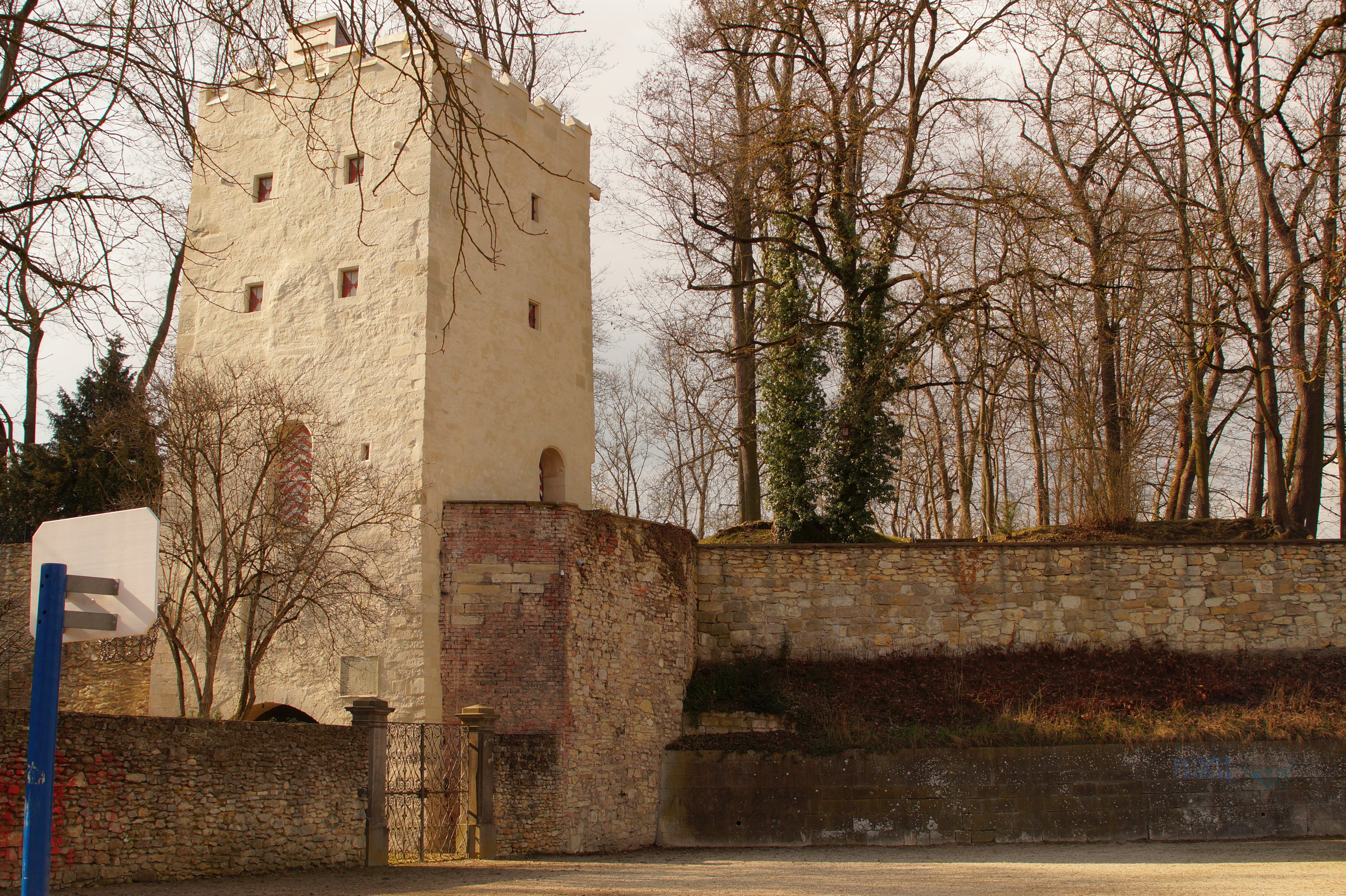
Prebrunn-Torturm Prebrunnbastei im Herzogspark

1804 erwarb der Finanzdirektor des Hauses Thurn und Taxis, Georg Friedrich Ritter von Müller, mehrere Grundstücke zwischen den heutigen Straßen Am Prebrunntor und Hundsumkehr sowie das angrenzende Zwingergelände und die Prebrunner Bastei, die zu der damals noch komplett vorhandenen Stadtbefestigung von Regensburg gehörte und den nordwestlichen Stadtrand von Regensburg markierte. Durch Zukauf von zwei weiteren kleinen Grundstücken hatte er ein Grundstück erworben, das in seinen Ausmaßen dem Gelände des heutigen Herzogsparks entspricht. Nach den Vorgaben von Müllers wurde auf dem Gelände ein Park angelegt. Südöstlich des Parks ließ von Müller 1804 am Ort des Turms XXXVII der Stadtmauer, der abgebrochen wurde, das heutige Palais erbauen. Die Baupläne kamen von Emanuel Herigoyen, damals Landbaumeister unter Kurerzkanzler Karl Theodor von Dalberg. Das Gebäude wurde 1806 fertig gestellt. Müller wohnte fast 40 Jahre im Palais und starb 1843 kinderlos.

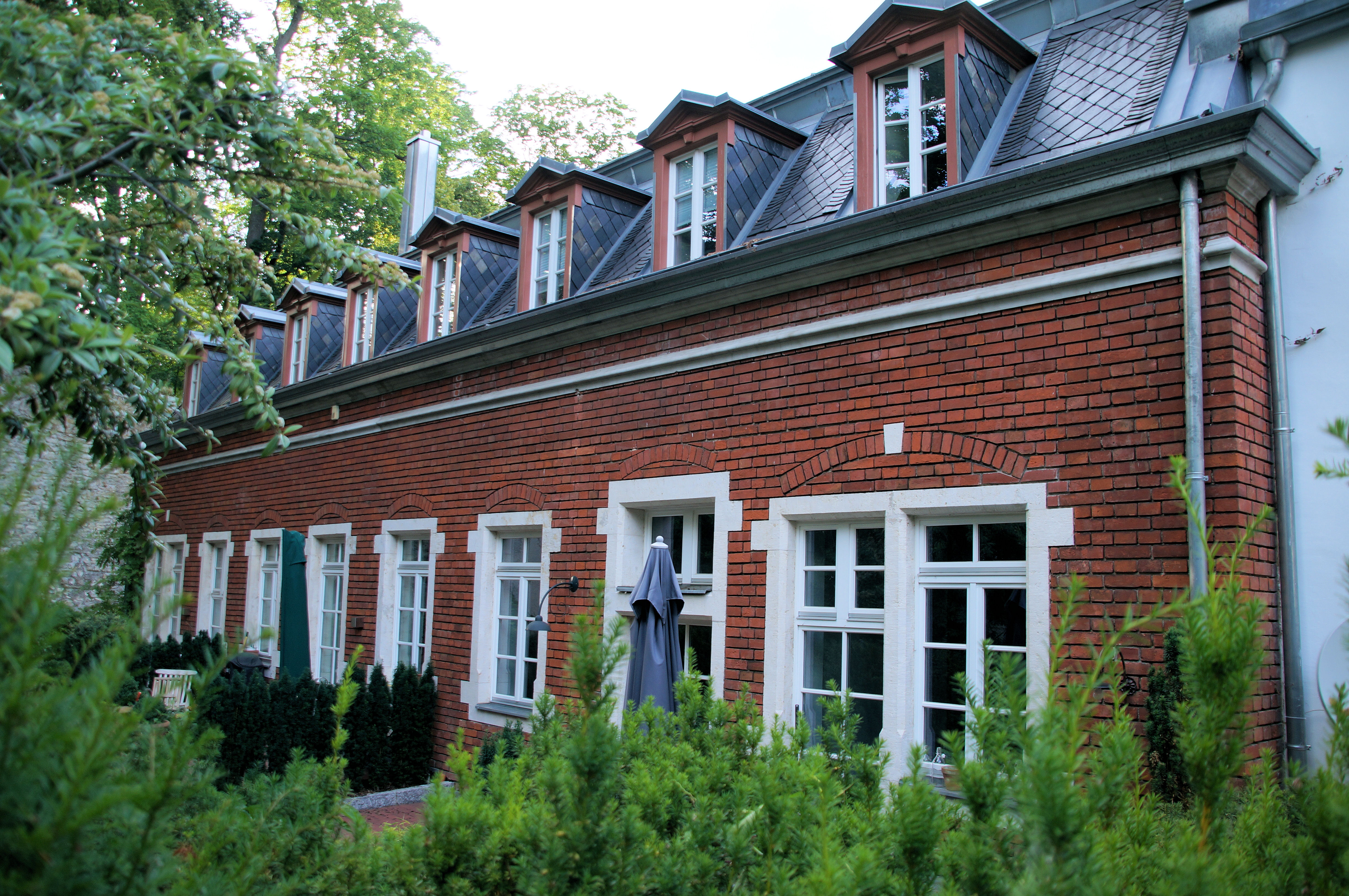
Württemberg-Palais
Ehemaliger Reitstall

Nach dem Tode Müllers wurde das Palais vom Fürsten Maximilian Karl von Thurn und Taxis als Residenz erworben für seine Schwester Marie Sophie von Württemberg. Sie war 1835 von ihrem Ehemann Paul Wilhelm von Württemberg, geschieden worden und nannte sich seitdem Herzogin Paul von Württemberg. Ihr Sohn Maximilian von Württemberg (1828–1888), der seit Beginn der 1870er Jahre Besitzer des Palais war, heiratete 1876 Prinzessin Hermine von Schaumburg-Lippe (1845–1930/32), die sich nach dem Tod ihres Ehemannes Herzogin Maximilian von Württemberg nannte. Die Ehe war kinderlos geblieben. Die Herzogin bewohnte das Palais bis zu ihrem Tod 1932 und war in der Stadt weithin bekannt, weil sie sich häufig hoch zu Ross zeigte und gern in Offizierskreisen verkehrte.
Nach dem Tod der Herzogin Maximilian von Württemberg 1932 erwarb die Stadt Regensburg das Palais zusammen mit dem umliegenden Park. 1952 wurde der neu gestaltete Park der Bevölkerung zugänglich gemacht. 1961 überließ die Stadt das Palais dem Naturwissenschaftlichen Verein Regensburg um im Palais ein Naturkundemuseum für die umfangreiche Sammlung des Vereins einzurichten. Seit 1989 betreiben Verein und Stadt das Museum gemeinsam. Von 1986 bis 1991 wurden Fundamente und Gebäude umfassend bautechnisch renoviert und erhielten neue Fenster und eine Zentralheizung und Sanitäranlagen.

## Baubeschreibung und Funktion

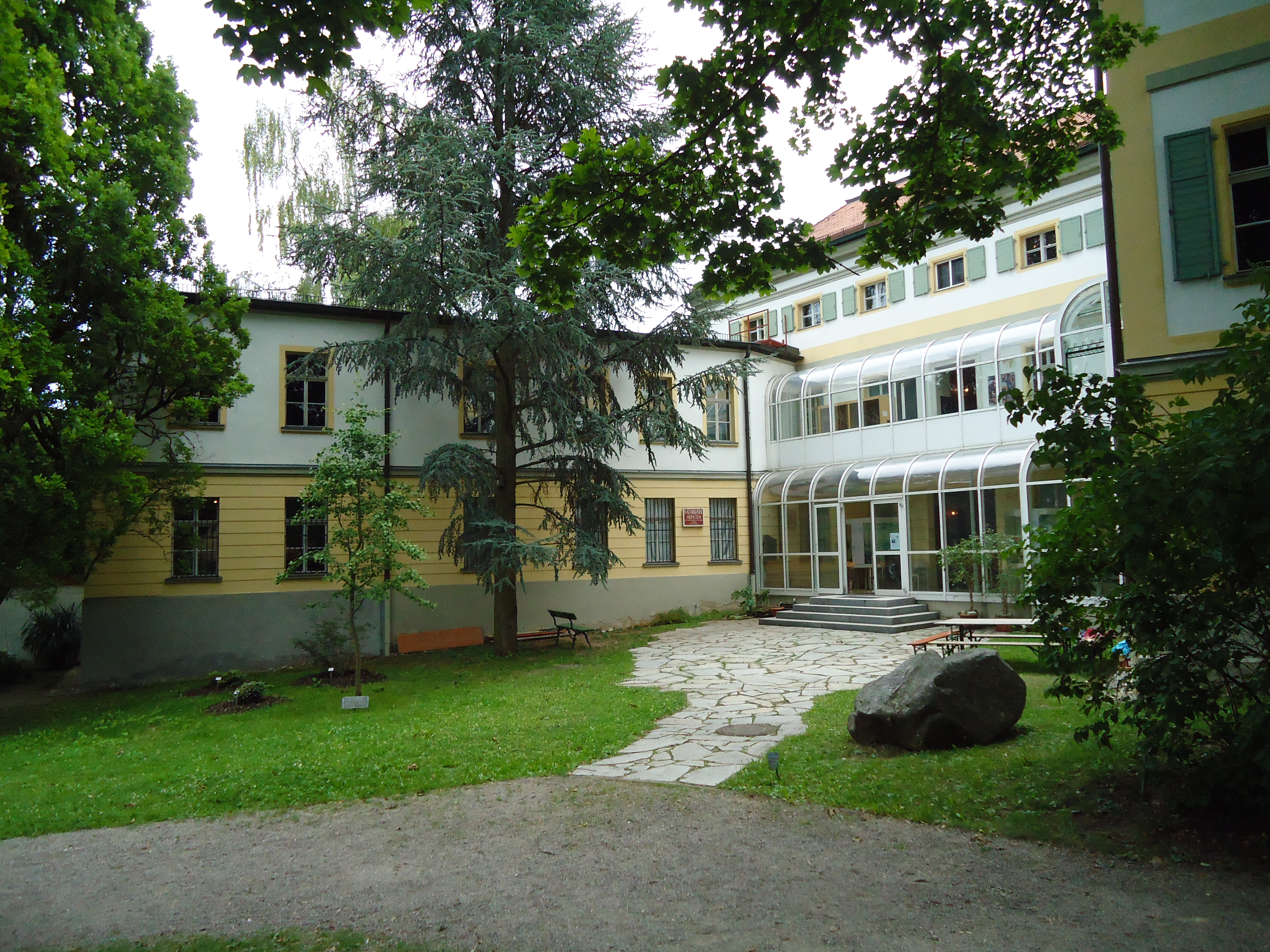
Württembergisches Palais, Parkfassade

Das dreigeschossige, streng klassizistisch gestaltete Palais besteht aus drei Flügeln, die stumpfwinklig miteinander verbunden sind. Die Schaufassade des Südflügels mit sieben Fensterachsen und der Westflügel mit Schaufront zum Park, mit neun Fensterachsen werden durch rhythmische Fensteranordnungen, Lisenen und Gesimse gegliedert. Die Fenster erhielten bei der jüngsten Sanierung wieder Fensterläden. Der Ostflügel mit Waschhaus und Holzschuppen war ursprünglich nur eingeschossig und wurde erst 1891 und 1912 aufgestockt.
Im Inneren des Gebäudes sind sehenswert die zweiflügeligen Futtertüren, Zierparkettböden, das Treppenrondell aus Eiche, sowie die bei den Renovierungsarbeiten freigelegten Friese aus Stuck aus der Zeit des Biedermeier. Vom 60 m² großen Festsaal des Hauses blickt man nach Westen in den anliegenden Park.
Das Palais beherbergt neben geologischen, botanischen und zoologischen Exponaten des Naturkundemuseums auch zahlreiche Antiquitäten und historische Forschungsapparate. Untergebracht sind hier auch Sammlungen alter wissenschaftlicher Drucke, Zeichnungen und Bücher.